# Pseudo-chinois
Le pseudo-chinois (偽中国語, nise chūgokugo, pinyin : wěi zhōng guó yǔ) est une forme d'argot Internet japonais apparu vers 2009. 
Cet argot consiste à transformer des phrases japonaises grammaticalement correctes en un semblant de chinois en ôtant les hiragana et katakana, pour n'y laisser que des kanji. Les phrases qui résultent de ce processus semblent alors être écrites en chinois. Le résultat n'étant qu'esthétique, les phrases ne sont cependant pas correctes.
Cet argot est également devenu populaire en Chine, où les personnes parlant chinois peuvent souvent deviner le sens des phrases en se basant sur les kanji utilisés, et ce, sans parler un mot de japonais. La principale agence de presse de Taïwan, Central News Agency, a souligné que le pseudo-chinois pouvait constituer une nouvelle plateforme de communication sino-japonaise.
Ce mode d'écriture peut conduire à des choix de mots idiosyncrasiques. Par exemple, 非常感謝 (merci beaucoup) peut être écrit 大変感謝 ; Si 非常 est utilisé en chinois comme intensificateur, ce rôle est confié à 大変 en japonais. Selon des observateurs de Baidu[Qui ?], le pseudo-chinois présente d'étonnantes similitudes avec le chinois classique : c'est notamment le cas avec l'expression 貴方明日何処行？ (Où allez-vous demain ?)